# Aeroportul Internațional Almaty
Aeroportul Internațional Almaty (IATA: ALA, ICAO: UAAA) este un aeroport din Almaty, Kazahstan ce deservește zona Almaty. Aeroportul a fost tranzitat în 2023 de 9.547.136 de pasageri. A fost deschis în 1935 și numit după zona deservită.
Situat la o altitudine de 681 m, aeroportul dispune de 2 piste. Este operat de TAV Airports Holding⁠(d).

## Infrastructură

### Piste
Aeroportul dispune de 2 piste. Pista 05R/23L are suprafața de asfalt și dimensiunile 4.397 m × 45 m. Pista 05L/23R are suprafața de asfalt și dimensiunile 4.500 m × 45 m. 